# Олаф Шетконунг
Олаф или Олоф Мунсјо (980 − 1022) је био шведски конунг (врховни краљ) (995 − 1022) из династије Мунсјо, огранка династије Ингве. Познат је још и као Олаф Шетконунг и као Олаф Скокунг, тј. Олаф Порезник .
Отац му је био претходни конунг Шведске Ерик Победнички, а мајка вероватно Сигрида Горда.
За његове владе на почетку XI века створена је крупна држава, у чији је састав ушао и један део Норвешке; под њим почиње и христијанизација Шведске . Био је један од највећих владара Шведске у средњем веку . Темељно је успоставио своје краљевство и учинио хришћанство званичном религијом. Сва је прилика да је за њега сврха одбацивања паганства била толико политичка колико и верска. Сматрао је наиме, да је црквена организација потребна једној ваљаној држави .

## Tековине његових предака
У IX веку почиње да се формира и Шведска држава. Уједињују се две основне области данашње Шведске — Готија, или Готланд, и Шведска у ужем смислу речи, или Свеаланд. Првобитно су ситна шведска племена имала један верски центар, у Упсали, где се налазио такозвани „двор богова” и где се становништво сакупљало на верске празнике, ради вршења разних верских обреда. Око тога „двора богова” и извршено је уједињење шведских племена, тако да је краљ Упсале и Олафов отац, Ерик Победнички, који је припадао краљевској породици Ингве и основао породицу Мунсјо, постао и краљ читаве Шведске .

## Владавина

### Спора феудализација
У Шведској је процес феудализације текао још спорије него у Данској. Ту су се упорно одржавали старински родовски односи. Релативно ретка насељеност земље, велика слабо насељена брдска и шумска пространства, куда се сељаштво могло повлачити, слаба веза с феудалном Европом, стварали су овде нарочито повољно тле за одржање слободног сељаштва. Ипак се код Швеђана релативно рано јавља крупни земљопосед, везан делом с патријархалним ропством. Феудализација је текла нешто бржим темпом на југу, који је био насељенији и тешње повезан с Данском и Немачком.

### Споро ширење хришћанства
Пошто је процес феудализације текао лагано, успореним се темпом ширило у Шведској и хришћанство, које је наилазило на упоран отпор родовског уређења с његовом старом религијом. Олаф је био први краљ који је примио хришћанство (око 1000. године), али је оно тек у XIII веку коначно победило у Шведској. Покушаји краљева да насилно уведу хришћанство, у коме су они видели врло важан ослонац своје власти, изазивали су одлучан отпор у народу. Долазило је до правих ратова између краљева и народа; народ се дизао за повратак старе паганске вере, која је за њега била симбол старе слободе .